# Isabelle Sambou
Isabelle Sambou (sinh ngày 20 tháng mười 1980, trong Mlomp Haer) là một đô vật tự do người Senegal. Cô đã tham gia nội dung 48 kg tự do tại Thế vận hội Mùa hè 2012; cô tiến đến trận tranh huy chương đồng, nơi cô bị đánh bại bởi Carol Huynh.
Tại Thế vận hội mùa hè 2016, cô đã tham gia cuộc thi tự do 53 kg. Cô đánh bại Nguyễn Thị Lụa của Việt Nam ngay từ vòng đầu tiên. Sau đó, cô đã bị đánh bại bởi huy chương bạc cuối cùng, Saori Yoshida của Nhật Bản trong trận tứ kết. Sambou đã bị đánh bại bởi huy chương đồng cuối cùng, Natalya Synyshyn của Azerbaijan trong cuộc tái đấu. Cô là người cầm cờ cho Senegal trong lễ khai mạc.

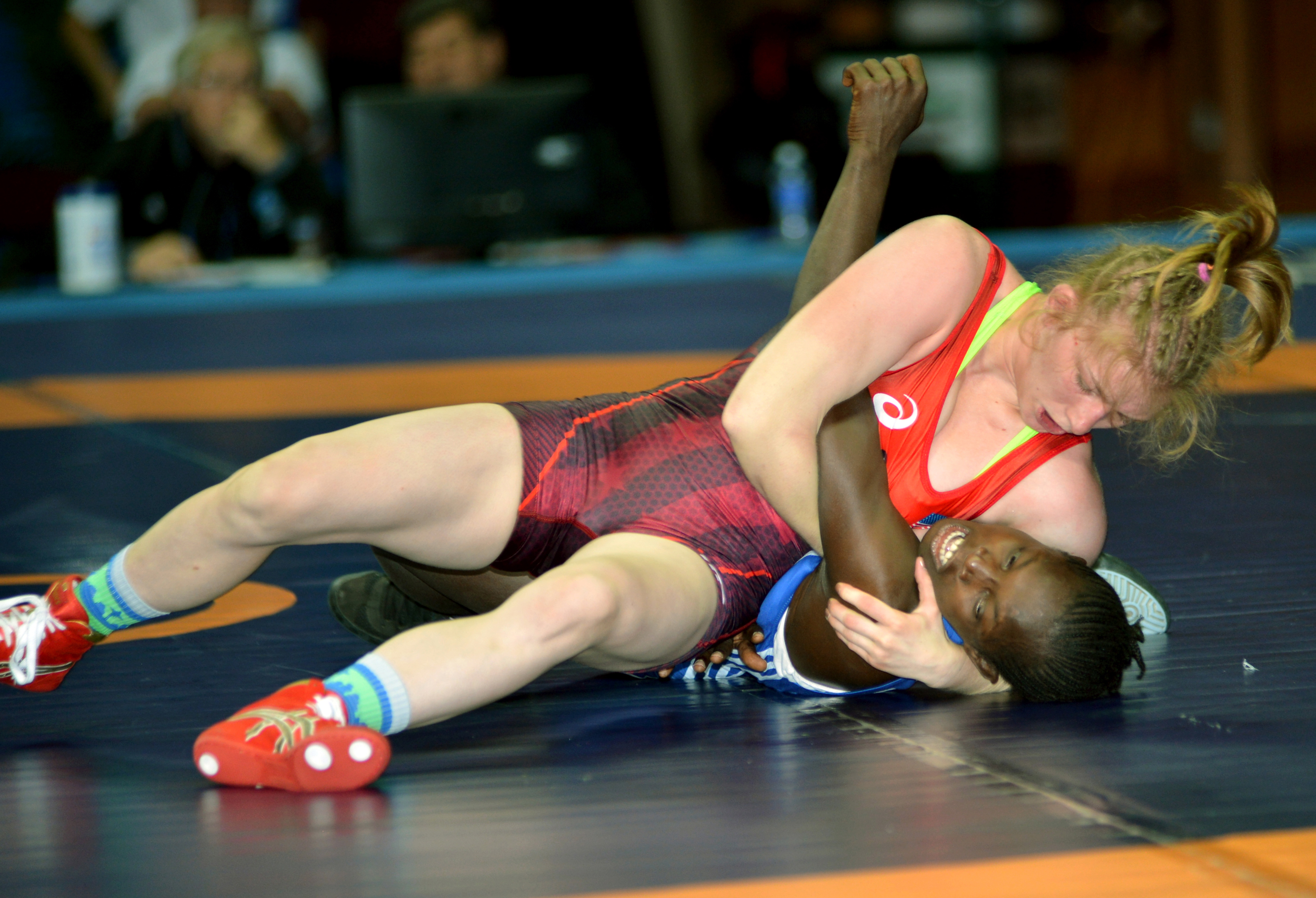
Whitney Conder ghim Isabelle Sambou của Sénégal